# O Lendário Tio Liceu e os N'gola Ritmos
O Lendário Tio Liceu e os N'gola Ritmos é um documentário realizado por Jorge António sobre a figura de Liceu Vieira Dias e do grupo angolano N'gola Ritmos. A sua estreia foi em Portugal no Festival IndieLisboa a 30 de Abril de 2010,  Em Angola a sua estreia aconteceu durante o Festival Internacional de Cinema de Luanda FIC a 21 de Novembro de 2010, tendo o júri atribuido  o Prémio de Melhor Documentário Angolano. Jorge António realizador e produtor recusou o prémio gerando alguma polémica. Jorge António alegou que nem ele nem a Produção maioritária do Documentário eram angolanos, portanto por respeito aos colegas angolanos, não poderia aceitar aquele prémio, explicando também que a organização cometeu o erro em ter colocado o filme na competição nacional, desrespeitando o seu pedido inicial de o filme ser exibido apenas em estreia fora de competição. Jorge António pediu igualmente que a verba do prémio atribuído revertesse para uma associação de crianças orfãs de guerra. O documentário voltou a ser exibido ao público angolano numa mostra promovida pelo IACAM a 6 de Agosto de 2011 nas cidades de Cabinda e Lubango. Foi também exibido nos canais de cabo e editado em formato DVD.